# South San Francisco (BART)
South San Francisco is een metrostation van het BART netwerk in de Amerikaanse plaats South San Francisco (Californië). Het station is onderdeel van de in 2003 geopende verlenging ten zuiden van Colma.